# Melaenornis
A Melaenornis  a madarak osztályának verébalakúak (Passeriformes) rendjébe és a légykapófélék (Muscicapidae) családjába tartozó nem.

## Rendszerezésük
A nemet George Robert Gray írta le 1840-ben, az alábbi fajok tartoznak ide:
- Melaenornis brunneus[1] vagy Dioptrornis brunneus[2]
- gyűrűsszemű légykapó (Melaenornis fischeri vagy Dioptrornis fischeri)[2]
- Melaenornis chocolatinus[1] vagy Dioptrornis chocolatinus[2]
- Melaenornis annamarulae
- Melaenornis ardesiacus
- Melaenornis edolioides
- Melaenornis pammelaina
- gébicsképű légykapó (Melaenornis silens[1] vagy Sigelus silens)[2]
- Melaenornis herero[1] vagy Namibornis herero[2]
- Melaenornis semipartitus[1] vagy Empidornis semipartitus[2]